# Salekhard
Salekhard (en russe : Салехард, jusqu'en 1933 — Obdorsk) est une ville de Russie et la capitale du district autonome de Iamalo-Nénétsie, district autonome de l'oblast de Tioumen. Sa population s'élevait à 51 972 habitants en 2022.

## Géographie
Salekhard est située sur la rive droite de l'Ob, au confluent de la Polouï, à 1 936 km au nord-est de Moscou.

## Histoire
En 1595, des colons russes suivant l'avancée d'Ermak Timofeïévitch en Sibérie fondent une colonie appelée Obdorsk (Обдорск) à la place d'un camp khanty (ostiak) nommé Polnovat-Voj (Полноват-вож). La colonie est située près du fleuve Ob d'où son nom.
La région entourant Obdorsk était désignée sous le nom de krai d'Obdorsk ou Obdoria dans les interventions des tsars.
Le 10 décembre 1930, Obdorsk devient le centre administratif du nouveau district national iamal nénètse (Ямальский (Ненецкий) национальный округ). La localité est rebaptisée Salekhard en 1933 et obtient alors le statut de commune urbaine, puis celui de ville en 1938.
Entre 1949 et 1953, des prisonniers du Goulag construisent une voie ferrée entre Salekhard et Igarka. Les travaux sont interrompus après la mort de Staline, mais la voie ferrée fonctionne entre Salekhard et Nadym, sur près de 350 km, des années 1950 à 1990.

## Population
Recensements (*) ou estimations de la population :
| 1897* | 1939*  | 1959*  | 1970*  | 1979*  | 1989*  |
| ----- | ------ | ------ | ------ | ------ | ------ |
| 500   | 12 764 | 16 567 | 21 929 | 24 935 | 32 334 |

| 2002*  | 2010*  | 2012   | 2013   | 2014   | 2015   |
| ------ | ------ | ------ | ------ | ------ | ------ |
| 36 827 | 42 544 | 44 334 | 46 650 | 47 931 | 48 313 |

| 2016   | 2017   | 2018   | 2019   | 2020   | 2021   |
| ------ | ------ | ------ | ------ | ------ | ------ |
| 48 467 | 48 507 | 49 214 | 50 064 | 50 976 | 51 186 |

| 2022   | - | - | - | - | - |
| ------ | - | - | - | - | - |
| 51 972 | - | - | - | - | - |

## Économie
La Iamalie est la plus importante productrice de gaz naturel en Russie. Le siège social de Novatek, la deuxième plus grande entreprise productrice de gaz naturel est situé à Salekhard.
L'économie de la ville repose aussi sur les industries de la pêche. Le port associé à Salekhard est celui de Novy Port qui donne sur la baie de l'Ob et est situé à 270 km au nord de la ville.
Il y a une université à Salekhard.
À 3 kilomètres de l'aéroport, les autorités avaient eu le projet de construire le plus grand centre de loisirs de l'Arctique, le Center of the Arctic Tourism.

## Transport

### Aéroport
La ville est desservie par un aéroport (IATA : SLY, ICAO : USDD) situé à 7 km au nord de la ville.
Les compagnies
- IrAero
- S7 Airlines
- UVT Aero
- Yamal Airlines
- Aeroflot

### Voie ferroviaire
Chemin de fer Salekhard-Igarka ou magistrale transpolaire (en russe : Трансполярная магистраль, Transpoliarnaïa maguistral) également nommée Voie ferrée 501.
La voie ferrée entre Salekhard et Nadym, longue de près de 350 km, fut en service des années 1950 à 1990[réf. nécessaire]. En raison de la hausse du prix de l'acier, les 92 premiers kilomètres de la voie ferrée à partir de Salekhard furent démantelés et recyclés dans les années 1990.
La gare la plus proche est situé à Labytnangi, a face du fleuve Ob.

## Climat
Salekhard est située exactement sur le cercle polaire arctique, dans l'extrême-nord de la Russie.
En décembre 1978, le record le plus bas était de −53 °C[réf. souhaitée].

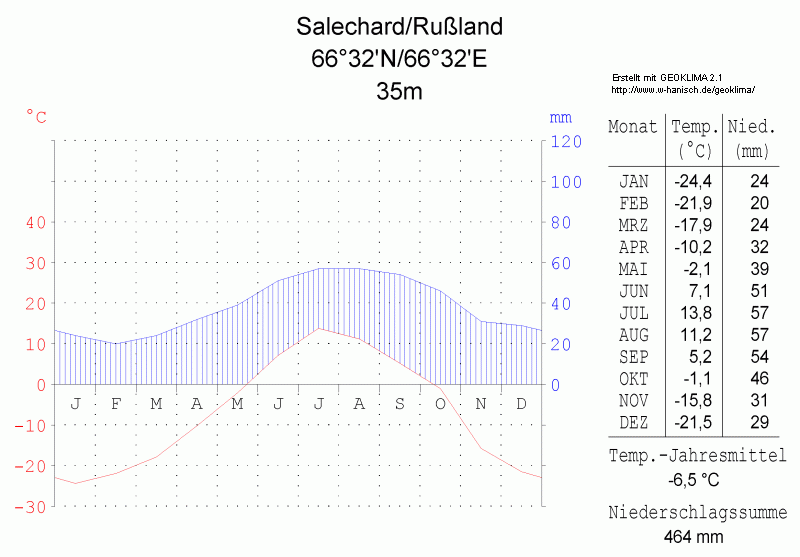
Précipitations et températures moyennes à Salekhard.

| Mois                                  | jan.       | fév.       | mars       | avril      | mai        | juin      | jui.      | août      | sep.      | oct.       | nov.       | déc.       | année      |
| ------------------------------------- | ---------- | ---------- | ---------- | ---------- | ---------- | --------- | --------- | --------- | --------- | ---------- | ---------- | ---------- | ---------- |
| Température minimale moyenne (°C)     | −27,7      | −26,6      | −19,3      | −12,1      | −3,5       | 5,8       | 9,9       | 7,3       | 2,4       | −5,8       | −18,9      | −24,3      | −9,4       |
| Température moyenne (°C)              | −23,1      | −22        | −14,2      | −7,3       | 0,4        | 10,3      | 15        | 11,6      | 5,7       | −2,7       | −14,5      | −19,9      | −5,1       |
| Température maximale moyenne (°C)     | −18,8      | −17,7      | −9,2       | −2,3       | 4,7        | 15,2      | 20        | 15,9      | 9,3       | 0,2        | −10,5      | −15,6      | −0,7       |
| Record de froid (°C) date du record   | −51,9 1885 | −53,7 1895 | −47,4 1902 | −38,7 1963 | −30,8 1908 | −11 1925  | −1 1997   | −5,5 1970 | −9,6 1903 | −35,7 1976 | −47,1 1890 | −51,5 1893 | −53,7 1895 |
| Record de chaleur (°C) date du record | 3,5 2008   | 3,3 2015   | 7,3 2016   | 15,5 1995  | 28,4 2021  | 31,6 2012 | 32,9 1990 | 29,9 1946 | 24,8 2009 | 18,2 1974  | 7 1977     | 4,1 2006   | 32,9 1990  |
| Ensoleillement (h)                    | 4          | 48         | 135        | 209        | 233        | 270       | 307       | 185       | 96        | 57         | 18         | 0          | 1 562      |
| Précipitations (mm)                   | 24         | 21         | 23         | 28         | 44         | 57        | 61        | 67        | 46        | 48         | 31         | 26         | 476        |
| dont neige (cm)                       | 36         | 40         | 45         | 36         | 17         | 0         | 0         | 0         | 0         | 5          | 20         | 30         | 229        |
| Nombre de jours avec précipitations   | 0          | 0          | 1          | 3          | 10         | 17        | 18        | 20        | 20        | 9          | 1          | 0          | 99         |
| Humidité relative (%)                 | 83         | 82         | 81         | 78         | 77         | 70        | 72        | 79        | 82        | 86         | 85         | 83         | 80         |
| Nombre de jours avec neige            | 26         | 25         | 23         | 18         | 17         | 4         | 0,03      | 0,2       | 5         | 21         | 25         | 27         | 191        |
| Nombre de jours d'orage               | 0          | 0          | 0          | 0          | 0,1        | 2         | 4         | 2         | 0,2       | 0          | 0          | 0          | 8          |
| Nombre de jours avec brouillard       | 1          | 2          | 2          | 1          | 1          | 1         | 2         | 4         | 3         | 4          | 2          | 1          | 24         |

| Diagramme climatique                                  |              |             |             |           |           |         |           |          |           |              |              |
| J                                                     | F            | M           | A           | M         | J         | J       | A         | S        | O         | N            | D            |
| −18,8−27,724                                          | −17,7−26,621 | −9,2−19,323 | −2,3−12,128 | 4,7−3,544 | 15,25,857 | 209,961 | 15,97,367 | 9,32,446 | 0,2−5,848 | −10,5−18,931 | −15,6−24,326 |
| Moyennes : • Temp. maxi et mini °C • Précipitation mm |              |             |             |           |           |         |           |          |           |              |              |